# Fumo e cenere
Fumo e cenere è un brano musicale interpretato dal gruppo italiano Finley, pubblicato come b-side del singolo Sole di settembre il 23 ottobre 2006. In seguito Fumo e cenere è diventato il quinto e l'ultimo singolo estratto dal primo album della band Tutto è possibile, di cui costituisce la terza traccia.
La versione in inglese Driving to Nowhere è contenuta nell'album Adrenalina 2, del quale costituisce la quinta traccia.
Fumo e cenere è inoltre cantata nel medley live dei Finley, dove precede Tutto è possibile e Diventerai una star. Il medley è la traccia numero 19 di Adrenalina 2. Il video dura 4 min e 34 s. Inoltre una versione live riarrangiata è contenuta in We Are Finley come traccia numero 13.
Il 16 giugno i Finley pubblicano una versione rivisitata del brano, intitolata Fumo e cenere RMX, in collaborazione con Benjamin Mascolo del duo Benji e Fede.

## Tracce
1. Sole di settembre
2. Fumo e cenere
3. Sole di settembre (Half Playback)
4. Fumo e cenere (Half Playback)

## Formazione
- Marco "Pedro" Pedretti – voce
- Carmine "Ka" Ruggiero – chitarra, voce
- Danilo "Dani" Calvio – batteria, voce
- Stefano "Ste" Mantegazza – basso, voce